# سلفادور غينر
سلفادور غينر (بالإسبانية: Salvador Giner de San Julián)‏ هو عالم اجتماع ومحامي وكاتب إسباني، ولد في 10 فبراير 1934 في برشلونة في إسبانيا.